# 臺南市政府經濟發展局
臺南市政府經濟發展局（簡稱臺南市經發局），是臺南市政府所屬的一級機關，專責推動本市各項經濟能源政策及工商業務。本局分為工業行政科、工業區科、產業發展科、商業科、能源科、投資商務科等六業務科，同時設有秘書室、人事室、會計室、政風室等幕僚單位；另設有臺南市市場處一附屬機關。

## 組織架構

### 局本部
- 局長
- 副局長
- 主任秘書
- 專門委員

### 內部單位
- 工業行政科
- 工業區科
- 產業發展科
- 商業科
- 能源科
- 投資商務科
- 秘書室
- 人事室
- 會計室
- 政風室

### 附屬機關
- 臺南市市場處

地址：71753 臺南市仁德區正義一街39號4樓｜電話：06-2796269｜傳真︰06-2791229、06-2792238

## 外部連結
- （繁體中文）（英文）臺南市政府經濟發展局官網 （页面存档备份，存于）
- （繁體中文）（英文）臺南市市場處官網